# 簡文秀
簡文秀（12月7日—），台灣女高音歌唱家，曾獲得加拿大波威爾國際聲樂獨唱大賽首獎。以推廣台灣本土歌謠與公益活動聞名。

## 生平
簡文秀出生於清寒家庭，為三代單傳獨生女，父親簡錦榮擔任鎮公所里幹事，母親是家庭主婦。童年在太平山上度過，六歲隨家人搬到羅東鎮，並已展現歌唱的興趣與天份。八歲時，代表羅東鎮參加中廣在宜蘭縣舉辦的台灣歌謠比賽，以〈青春嶺〉一曲贏得冠軍。賽後，許多唱片公司前來拜訪，希望簽約出唱片，但父親堅決反對。簡文秀求學期間一向成績優異，蘭陽女中畢業後，考進台北師專（今國立臺北教育大學）音樂科，主修聲樂。就讀師專期間，受到張寶雲啟蒙，以及申學庸的栽培。
1989年，簡文秀赴美國留學，就讀舊金山大學以及美國國際大學藝術研究所聲樂碩士（MFA），主修歌劇表演、神劇及藝術歌曲演唱。同年，在老布希總統就職慶祝音樂會演出，且獲頒「國際音樂獎」。1990年，參加加拿大波威爾國際聲樂獨唱大賽，以韋伯歌劇《魔彈射手》女主角詠嘆調獲得首獎。
2005年，簡文秀與億光電子董事長葉寅夫結婚。婚後，開始以億光文化基金會名義從事公益，兩人也經常連袂出席公開活動。
2021年11月22日，以個人名義捐贈新台幣2000萬元予國立臺北教育大學，成立「若竹菁英學苑」。校長陳慶和表示新學苑，將優先在藝術設計、文化創意、數位設計及運動競技領域上，培育優秀學生、延攬師資，且著重品格教育。

## 作品
- 《簡文秀台灣歌謠》（1991）；首都愛樂交響樂團、張進（指揮）；新橋文化
- 《簡文秀中國藝術歌曲》（1991）；首都愛樂交響樂團、張進（指揮）；新橋文化
- 《不是偶然》（呂紀民＆簡文秀）；鼎華國際
- 《懷念的歲月》；肝病防治學術基金會
- 《簡文秀金曲名歌專輯》；乳癌防治基金會
- 《五月相思ㄚ花》；億光文教基金會

## 獲獎與榮譽
2015年3月17日，簡文秀獲實踐大學頒贈名譽教授頭銜，成為創校以來首位獲頒此銜者。2015年12月5日，在國立臺北教育大學120周年校慶上，獲得馬英九總統頒發「社會特別貢獻獎」。2016年2月，獲中華民國教育部頒發「本土語言傑出貢獻獎」。

## 外部連結
- 簡文秀的Facebook專頁